# Rachid Taha
Rachid Taha (árabe: رشيد طه) (Sig, Província de Muaskar, 18 de setembro de 1958 – Paris, 12 de setembro de 2018) foi um cantor franco-argelino do género Raï, autor e intérprete de clássicos como  "Menfi", "Voilà Voilà" ou "Ida".
A sua música caracteriza-se por ser uma fusão entre diversos géneros musicais, como o rock, techno ou Indie com o género Raï. A sua voz rouca e áspera tem um cunho único que o diferencia de todos os outros cantores do mesmo género. Com excepção de alguns temas, todos o seu trabalho é cantado em árabe. É conhecido também pelo som único que transmite com o "mandolute", uma espécie de oud, que junta a instrumentos musicais eléctricos e electrónicos.
A exaltação das suas raízes argelinas, as dificuldades de integração dos imigrantes em França, a oposição ao racismo e à discriminação, são a base dos seus temas e estão patentes em todo o seu trabalho, como pode notar-se até no nome do seu primeiro álbum: "Carte De Séjour" (documento de autorização de residência em França).
A sua versão do tema "Rock de Casbah", dos The Clash, faz parte da banda sonora do documentário "Joe Strummer, The Future Is Unwritten", de 2007, sobre o líder do mesmo grupo.
O tema Barra Barra, do álbum Made In Medina, faz parte do filme Black Hawk Down, de 2001, e do trailer de apresentação do jogo Far Cry 2.

## Morte
Rachid Taha morreu em 12 de setembro de 2018 após uma parada cardíaca.

## Discografia

### Com o grupo "Carte De Séjour"
- 1983 Carte De Séjour
- 1984 Bleu De Marseille
- 1984 Rhorhomanie
- 1986 Douce France
- 1986 2½ (Deux Et Demi)
- 1987 Ramsa
- 1987 Ramsa (Cinq)

### A solo
- 1991 Barbès
- 1993 Rachid Taha
- 1993 Voilà, Voilà (single)
- 1995 Olé, Olé [Mango]
- 1996 Olé, Olé [Barclay]
- 1997 Carte Blanche
- 1998 Diwân
- 1999 1,2,3 Soleils (ao vivo com Cheb Khaled e Faudel)
- 2000 Made In Medina
- 2001 Live (ao vivo)
- 2001 Barra, Barra (single)
- 2004 Tékitoi
- 2006 Écoute Moi Camarade (single)
- 2006 Diwân 2
- 2007 The Definitive Collection
- 2009 Bonjour